# NGC 91
NGC 91 je zvijezda u zviježđu Andromedi.

## Vanjske poveznice
- SEDS: NGC 0091